# Публий Лициний Красс Юниан
Пу́блий Лици́ний Красс Юниа́н (лат. Publius Licinius Crassus (Dives) Iunianus Damasippus; погиб в 46 году до н. э. близ Гиппон-Регия, Африка, Римская республика) — древнеримский политический деятель, плебейский трибун 53 года до н. э. Как помпеянец участвовал в гражданской войне 49—45 годов до н. э., на заключительном этапе которой был окружён и вероломно потоплен пиратской эскадрой.

## Происхождение
Публий от рождения принадлежал к старинному и знатному плебейскому роду Юниев и приходился, по всей видимости, сыном претору 82 года до н. э. Луцию Юнию Бруту Дамасиппу. Вероятно, вскоре после казни родного отца Юниана усыновил некто Публий Лициний Красс Дивит, один из двух внуков консула 131 года до н. э., к которому, возможно, относится упоминание Цицерона как о «недостойном своего деда».

## Биография
О ранних годах жизни Красса Юниана ничего не известно. Возможно, впервые его имя в сохранившихся источниках встречается в одном из писем Марка Туллия Цицерона, адресованное брату Квинту, который с конца 57 года до н. э. находился на Сардинии: в нём оратор упомянул некоего Лициния, по-видимому, отъезжавшего в декабре 57 года в ту же провинцию, где был младший брат Цицерона. Ввиду этого можно с уверенностью предположить, что Юниан, как и его будущий коллега по трибунату Марк Целий Винициан, мог в 56 году до н. э. служить у пропретора Сардинии Аппия Клавдия в ранге квестора. Следующее сообщение о нём относится к 53 году до н. э., когда Публий вошёл в состав коллегии народных трибунов. В этой должности он намеревался поддержать инициативу своего коллеги Гая Луцилия Гирра о предоставлении Гнею Помпею диктаторских полномочий, но незадолго до голосования изменил свою точку зрения из-за протеста Цицерона.
Существует гипотеза, хотя и маловероятная, согласно которой Публий в 51 году до н. э. мог занимать претуру. В начавшемся противостоянии между сенатом и Гаем Юлием Цезарем Красс Юниан занял сторону помпеянцев. Известно, что в самом начале войны он находился в Африке среди окружения нумидийского царя Юбы I. В 47 году до н. э. главнокомандующий (после гибели Помпея в Египте) сенатским войском Квинт Цецилий Метелл Пий Сципион Назика со своим ближайшим советником Марком Порцием Катоном, дислоцируясь в Африке, назначили его легатом-пропретором; в это время Красс был в Утике, но накануне сдачи города цезарианцам отплыл оттуда, оставив там двух своих сыновей. Основываясь на этой информации, британский нумизмат М. Кроуфорд предположил, что в 47—46 годах до н. э. Публий в числе прочих республиканцев чеканил монету, легенда которой гласила: P. CRASSVS IVN. LEG. PROPR.

## Гибель
После разгрома войск Метелла Сципиона при Тапсе Красс Юниан вместе со своим командиром пытался бежать в Испанию, но возле Гиппон-Регия их корабли попали в ловушку и были потоплены эскадрой Публия Ситтия; в этом морском бою погиб и Публий Лициний.

## Семья
От брака с неизвестной женщиной Публий имел двух сыновей — Публия и Луция Лициниев Крассов Дамасиппов.